# Средства за производство
Средствата за производство са ресурси и инструменти, които служат за преработване на ресурси и създаване на материални блага. Средство за производство могат да бъде всеки природен ресурс, промишлено предприятие, образователна институция.

## Собственост върху средствата за производство
Според класическите социалистически учения, частната собственост върху средствата за производство е източник на несправедливо разпределение на произведените блага между членовете на обществото. По тази причина те препоръчват държавна (поне на първо време според марксистите) или обществена (според анархистите) собственост.